# Al fin solos (álbum)
Al fin solos es el nombre de un álbum de estudio del cantante español Dyango y producido por Luis Gómez Escolar y Julio Seijas. Fue publicado por EMI Odeón España (Hoy Warner Music Spain) en 1984, originalmente grabado en 1983 y saliendo al mercado a principios de 1984, en donde se destacan los temas "Corazón mágico", "Esta noche quiero brandy" y "¿A dónde vas, amor?".

## Lista de canciones[1]
1. ¿A Dónde Vas Amor? (Julio Seijas / Francisco Dondiego) - 4:00
2. Tu Mujer (Luis Gómez Escolar / Julio Seijas) - 3:12
3. Mala Racha (Luis Gómez Escolar / Honorio Herrero) - 3:52
4. Buenos Días, Corazón (Luis Gómez Escolar / Julio Seijas) - 3:40
5. Antes de Ti (Luis Gómez Escolar / Julio Seijas / Amado Jaén) - 3:24
6. Amar (Luis Gómez Escolar / Julio Seijas) - 3:25
7. Corazón Mágico (Honorio Herrero / Luis Gómez Escolar / Julio Seijas) -3:20
8. En Este Mundo Frío (Pau Piqué) - 3:47
9. Adiós a La Tristeza (Albinoni / Luis Gómez Escolar / Julio Seijas) - 3:04
10. Dos Corazones Rotos (Ramón Farrán Sánchez) - 3:20
11. Cuando Te Conozca (Luis Gómez Escolar / Julio Seijas / Dyango) - 3:30
12. Esta Noche Quiero Un Brandy (Julio Seijas / Luis Gómez Escolar) - 4:50